# سووتسکویه (بابایورت، داغستان)
سووتسکویه (به لاتین: Sovetskoye) یک منطقهٔ مسکونی در روسیه است که در شهرستان بابایورتوفسکی واقع شده‌است.